# Fornelli (Montecorice)
Fornelli è una frazione del comune di Montecorice, in provincia di Salerno. Ha una popolazione di 85 abitanti.

## Geografia fisica
La frazione dista meno di due chilometri da Montecorice e sorge a 258 metri sul livello del mare.

## Storia
La località è menzionata per la prima volta in un documento del 1187. Da quel momento la sua storia è caratterizzata dal susseguirsi di diverse dominazioni.

## Monumenti e luoghi d'interesse
La piccola chiesa dedicata a san Pietro Apostolo risale al 1584. Fu ricostruita ad una sola navata nel XIX secolo, mentre il campanile venne eretto nel 1948.